# Maison de Stevan Čolović à Radobuđa
La maison de Stevan Čolović à Radobuđa (en serbe cyrillique : Кућа народног хероја Стевана Чоловића ; en serbe latin : Kuća narodnog heroja Stevana Čolovića) se trouve à Radobuđa, dans la municipalité d'Arilje et dans le district de Zlatibor, en Serbie. Elle est inscrite sur la liste des monuments culturels protégés de la république de Serbie (identifiant no SK 192).

## Présentation
La maison constitue un monument important de la Lutte de libération nationale (NOB) car le héros national Stevan Čolović (1910-1941) y est né, y a vécu et travaillé en toute illégalité,.
Čolović est devenu membre du Parti communiste de Yougoslavie (KPJ) en 1928. Il a été condamné en 1929 à cinq ans de prison pour distribution de tracts à Belgrade et a été emprisonné à Sremska Mitrovica puis à Maribor avec Josip Broz Tito. De retour dans son village natal de Radobuđa, il a poursuivi son activité politique ; la première réunion de la Compagnie des Partisans d'Arilje s'est tenue dans la maison en 1941, en présence des commissaires du Détachement d'Užice, Milinko Kušić et Slobodan Penezić Krcun. La compagnie de Stevan Čolović a été attaquée par les Tchetniks à Ivanjica le 2 novembre 1941 ; l'attaque a été repoussée mais Čolović a été tué au combat.